# Альстон
54°48′36″ пн. ш. 2°26′28″ зх. д. / 54.81° пн. ш. 2.441° зх. д.
Альстон — місто у Вестморленді та Фернессі, Камбрія, Англія, у цивільній парафії Алстон-Мур. Він розташований на висоті приблизно 1000 футів (300 м) над рівнем моря в Північних Пеннінах, на річці Саут-Тайн, і поділяє з Бакстоном, графство Дербішир, титул «найвищого торгового міста в Англії». Незважаючи на відносну ізоляцію, місто має автомобільне сполучення з Тайн-Геп на півночі, Вірдейлом і Тісдейлом на південному сході та Пенрітом на південному заході.
Більша частина центру міста є заповідною територією[1], яка включає кілька будівель, які є пам'ятками архітектури. Історично він входив до графства Камберленд. Історично Альстон був центром видобутку корисних копалин, де поблизу знаходили свинець, цинк, залізо, мідь і вугілля.